# NGC 1709
NGC 1709 este o galaxie lenticulară situată în constelația Orion. A fost descoperită în 15 ianuarie 1849 de către William Parsons, 3rd Earl of Rosse⁠(d). Se află la o distanță de 67,3 de megaparseci de Pământ.